# Chesapeake (Virginia)
Chesapeake es una ciudad situada en el estado de Virginia, en los Estados Unidos. Tiene una población estimada, a mediados de 2024, de 254 997 habitantes.
Tiene estatus de ciudad independiente.
Es parte del área metropolitana de Virginia Beach-Norfolk-Newport News, ubicada en la región de Hampton Roads.
El barrio de Greenbrier concentra la mayor parte de la actividad comercial de la ciudad, así como la mayor cantidad de empleos.

## Historia
La ciudad independiente de Chesapeake fue fundada en 1963, a partir de la fusión del condado de Norfolk y la ciudad de South Norfolk.
El primer asentamiento inglés en la zona data de alrededor de 1620 y se ubicó a orillas del río Elizabeth. La fundación del condado de Norfolk se remonta a 1636.
Aunque no se libraron batallas en la zona de Chesapeake durante la Guerra Civil, las tropas de la Unión ocuparon y devastaron gran parte del territorio. Al finalizar la guerra, el condado de Norfolk aprovechó sus abundantes recursos naturales. Su ubicación costera, sus kilómetros de ribera fluvial y puertos de aguas profundas, y sus tierras de cultivo fértiles permitieron a los residentes del condado recuperarse rápidamente de la destrucción de la guerra.
Si bien la mayor parte de la zona conservaba su ambiente rural a principios del siglo XX, la zona norte, cerca de la creciente ciudad de Norfolk, comenzó a desarrollarse como el suburbio de South Norfolk. Para 1900, South Norfolk contaba con su propia red de abastecimiento de agua, escuelas públicas y una oficina de correos. Dos líneas ferroviarias impulsaron su rápido crecimiento, lo que permitió que South Norfolk se constituyera como ciudad independiente en 1919 y como ciudad de primera categoría, independiente del condado de Norfolk, en 1950.
Durante la década de 1950, tanto el condado de Norfolk como South Norfolk fueron víctimas de demandas de anexión interpuestas por ciudades vecinas. Entre 1950 y 1960, el condado perdió casi 50 000 residentes y 78 km² de superficie.
En el otoño de 1961, funcionarios de la ciudad y el condado se reunieron para discutir la viabilidad de una fusión. Tras varias semanas de negociaciones, ambos órganos de gobierno aprobaron un acuerdo de fusión el 22 de diciembre de 1961. El 13 de febrero de 1962, los ciudadanos de ambas comunidades acudieron a las urnas en una cantidad casi récord para unas elecciones especiales y aprobaron la fusión. Ese mismo año, en junio, los ciudadanos volvieron a votar y eligieron el nombre "Chesapeake" para la nueva ciudad. El Ayuntamiento de Chesapeake, compuesto por cinco miembros de South Norfolk y cinco del condado de Norfolk, se reunió por primera vez el 2 de enero de 1963.

## Geografía
La localidad está ubicada en las coordenadas 36°40′46″N 76°18′06″O / 36.67944, -76.30167 (36.679376, -76.301788).
Según la Oficina del Censo, la ciudad tiene una superficie total de 908.95 km², de los cuales 876.90 km² corresponden a tierra firme y 32.35 km² están cubiertos de agua.

### Condados y ciudades limítrofes
- Portsmouth (norte)
- Norfolk (norte)
- Virginia Beach (este)
- Condado de Currituck (Carolina del Norte) (sur)
- Condado de Camden (Carolina del Norte) (sur)
- Suffolk (oeste)

## Demografía

### Censo de 2020
Según el censo de 2020, en ese momento la población del condado era de 249 422 habitantes. La densidad de población era de 285 hab./km².
| Composición racial     | Habitantes | Porcentaje |
| ---------------------- | ---------- | ---------- |
| Blancos                | 139 573    | 55.96%     |
| Afroamericanos         | 72 268     | 28.97%     |
| Amerindios             | 1174       | 0.47%      |
| Asiáticos              | 9057       | 3.63%      |
| Isleños del Pacífico   | 377        | 0.15%      |
| De otras razas         | 6807       | 2.73%      |
| De una mezcla de razas | 20 166     | 8.09%      |
| Total                  | 249 422    | 100.00%    |

Del total de la población, el 7.15% son hispanos o latinos de cualquier raza.

## Puntos de interés
- Chesapeake Arboretum
- Dismal Swamp Canal